# Polysarca neptis
Polysarca neptis är en tvåvingeart som beskrevs av Paramonov 1873. Polysarca neptis ingår i släktet Polysarca och familjen rovflugor. Inga underarter finns listade i Catalogue of Life.